# Giovanni Francesco Conti
 (juin 2023).
Giovanni Francesco Conti, dit Quinzano Stoa, en latin Quintianus Stoa (né en 1484 à Quinzano d'Oglio et mort en 1557) est un poète et humaniste italien de la Renaissance.

## Biographie
Né à Quinzano d'Oglio près de Brescia, Giovanni Francesco Conti enseigne d'abord la jurisprudence à l'université de Padoue avant d'être appelé en France pour être le précepteur du jeune duc d'Angoulême (le futur roi de France François Ier).
Il retourne en Italie pour y professer les belles-lettres à Padoue, puis à Pavie et est couronné comme poète des mains de Louis XII à Milan.
Ses Poésies, écrites en latin, sont très nombreuses et très variées. On lui doit aussi, entre autres ouvrages, des Suppléments à Quinte-Curce, Venise, 1537.
Ses contemporains lui avaient donné le nom grec de Stoa (« Portique des Muses »), à cause de sa facilité à versifier.